# Bjørn Inge Utvik
Bjørn Inge Utvik, né le 28 février 1996 à Avaldsnes en Norvège, est un footballeur norvégien, qui évolue au poste de défenseur central au Whitecaps de Vancouver.

## Biographie

### Débuts professionnels
Né à Avaldsnes en Norvège, Bjørn Inge Utvik est formé par le FK Haugesund. Avec ce club il ne fait qu'une seule apparition en professionnelle, le 1er mai 2012 à l'occasion d'une rencontre de coupe de Norvège face à l'Avaldsnes IL. Il est titulaire et son équipe l'emporte largement par sept buts à un.
En 2013 il rejoint le Sogndal Fotball, club avec lequel il découvre l'Eliteserien, l'élite du football norvégien. Il joue son premier match dans cette compétition le 16 mai 2013 face au Strømsgodset IF. Il est titulaire ce jour-là et son équipe s'incline par trois buts à un.
Victime de plusieurs commotions cérébrales depuis le début de sa carrière, Utvik porte depuis 2017 un casque similaire à celui que portait Petr Čech pour se protéger la tête.

### Sarpsborg 08 FF
Le 16 janvier 2018, Bjørn Inge Utvik s'engage avec le club du Sarpsborg 08 FF. 
Il joue son premier match sous ses nouvelles couleurs le 18 avril 2018, lors d'une rencontre de coupe de Norvège contre l'Østsiden IL (en). Il est titulaire et son équipe s'impose largement par neuf buts à deux.

### Whitecaps de Vancouver
Le 30 janvier 2024, Bjørn Inge Utvik rejoint les Whitecaps de Vancouver. Il signe un contrat courant jusqu'en décembre 2025 avec une année supplémentaire en option,.

### En équipe nationale
Bjørn Inge Utvik commence sa carrière internationale avec l'équipe de Norvège des moins de 16 ans. Il joue un total de quatre matchs avec cette sélection, entre 2011 et 2012.
Il reçoit sa première sélection avec l'équipe de Norvège espoirs le 17 novembre 2014, contre la Belgique. Il est titulaire et les Norvégiens s'inclinent sur le score de quatre buts à zéro.